# Lupton (Cumbria)
Lupton è un villaggio e parrocchia civile dell'Inghilterra, appartenente alla contea della Cumbria.